# Filippo III d'Assia-Butzbach
Filippo d'Assia-Butzbach (Darmstadt, 26 dicembre 1581 – Butzbach, 28 aprile 1643) fu langravio dell'Assia-Butzbach dal 1596 al 1643.
Era il terzo figlio maschio che Giorgio I d'Assia-Darmstadt, Largravio dal 1567 al 1596, ebbe dalla prima moglie Maddalena di Lippe.
Alla morte del padre, avvenuta a Darmstadt il 7 febbraio 1596, divise i domini paterni con i fratelli maschi dando luogo ognuno ad un diverso ramo dei Brabante.
Filippo si sposò due volte: la prima con la trentenne Anna Margherita di Diepholz, che sposò a Darmstadt il 29 luglio 1610. Ella morì il 9 agosto 1629 senza avergli dato alcun figlio. Contrasse allora un secondo matrimonio con la trentaduenne Cristina Sofia della Frisia orientale, che sposò a Aurich il 2 giugno 1632 ma dalla quale non ebbe ugualmente figli.
Il ramo dell'Assia-Butzbach si estinse quindi con la sua morte, avvenuta a Butzbach il 28 aprile 1643.

## Ascendenza
|                               |                   |                                 | Genitori                          |  |  | Nonni |  |  | Bisnonni             |  |  | Trisnonni           |  |
|                               |                   |                                 |                                   |  |  |       |  |  | Guglielmo II d'Assia |  |  | Ludovico II d'Assia |  |
|                               |                   |                                 |                                   |  |  |       |  |  | Guglielmo II d'Assia |  |  | Ludovico II d'Assia |  |
|                               |                   | Matilde di Württemberg-Urach    |                                   |  |  |       |  |  | Guglielmo II d'Assia |  |  |                     |  |
| Filippo I d'Assia             |                   |                                 |                                   |  |  |       |  |  | Guglielmo II d'Assia |  |  |                     |  |
|                               |                   | Anna di Meclemburgo-Schwerin    | Magnus II di Meclemburgo-Schwerin |  |  |       |  |  |                      |  |  |                     |  |
|                               |                   | Anna di Meclemburgo-Schwerin    | Magnus II di Meclemburgo-Schwerin |  |  |       |  |  |                      |  |  |                     |  |
|                               |                   | Anna di Meclemburgo-Schwerin    | Sofia di Pomerania-Wolgast        |  |  |       |  |  |                      |  |  |                     |  |
| Giorgio I d'Assia-Darmstadt   |                   | Anna di Meclemburgo-Schwerin    |                                   |  |  |       |  |  |                      |  |  |                     |  |
|                               |                   | Federico I di Sassonia          | Federico III di Meißen            |  |  |       |  |  |                      |  |  |                     |  |
|                               |                   | Federico I di Sassonia          | Federico III di Meißen            |  |  |       |  |  |                      |  |  |                     |  |
|                               |                   | Federico I di Sassonia          | Caterina di Henneberg             |  |  |       |  |  |                      |  |  |                     |  |
| Caterina di Sassonia          |                   | Federico I di Sassonia          |                                   |  |  |       |  |  |                      |  |  |                     |  |
|                               |                   | Caterina di Brunswick-Lüneburg  | Enrico IV di Brunswick-Lüneburg   |  |  |       |  |  |                      |  |  |                     |  |
|                               |                   | Caterina di Brunswick-Lüneburg  | Enrico IV di Brunswick-Lüneburg   |  |  |       |  |  |                      |  |  |                     |  |
|                               |                   | Caterina di Brunswick-Lüneburg  | Caterina di Pomerania-Wolgast     |  |  |       |  |  |                      |  |  |                     |  |
| Filippo III d'Assia-Butzbach  |                   | Caterina di Brunswick-Lüneburg  |                                   |  |  |       |  |  |                      |  |  |                     |  |
|                               | Simone V di Lippe | Bernardo VII di Lippe           |                                   |  |  |       |  |  |                      |  |  |                     |  |
|                               | Simone V di Lippe | Bernardo VII di Lippe           |                                   |  |  |       |  |  |                      |  |  |                     |  |
|                               | Simone V di Lippe | Anna di Holstein-Pinneberg      |                                   |  |  |       |  |  |                      |  |  |                     |  |
| Bernardo VIII di Lippe        | Simone V di Lippe |                                 |                                   |  |  |       |  |  |                      |  |  |                     |  |
|                               |                   | Maddalena di Mansfeld-Mittelort | …                                 |  |  |       |  |  |                      |  |  |                     |  |
|                               |                   | Maddalena di Mansfeld-Mittelort | …                                 |  |  |       |  |  |                      |  |  |                     |  |
|                               |                   | Maddalena di Mansfeld-Mittelort | …                                 |  |  |       |  |  |                      |  |  |                     |  |
| Maddalena di Lippe            |                   | Maddalena di Mansfeld-Mittelort |                                   |  |  |       |  |  |                      |  |  |                     |  |
|                               |                   | Filippo III di Waldeck          | Filippo II di Waldeck             |  |  |       |  |  |                      |  |  |                     |  |
|                               |                   | Filippo III di Waldeck          | Filippo II di Waldeck             |  |  |       |  |  |                      |  |  |                     |  |
|                               |                   | Filippo III di Waldeck          | Caterina di Solms-Lich            |  |  |       |  |  |                      |  |  |                     |  |
| Caterina di Waldeck-Eisenberg |                   | Filippo III di Waldeck          |                                   |  |  |       |  |  |                      |  |  |                     |  |
|                               |                   | Anna di Kleve                   | Giovanni II di Kleve              |  |  |       |  |  |                      |  |  |                     |  |
|                               |                   | Anna di Kleve                   | Giovanni II di Kleve              |  |  |       |  |  |                      |  |  |                     |  |
|                               |                   | Anna di Kleve                   | Matilde d'Assia                   |  |  |       |  |  |                      |  |  |                     |  |
|                               |                   | Anna di Kleve                   |                                   |  |  |       |  |  |                      |  |  |                     |  |